# Підгірне (Бахчисарайський район)
Підгі́рне (до 1948 року — Календо; крим. Kalendo) — село в Україні, в Бахчисарайському районі Автономної Республіки Крим.
Населення становить 62 осіб.

## Географія
Селом протікає річка Арманла. У кілометрі — гора Календи-Баїр, що в перекладі з кримськотатарської означає «головна гора». Від села до Чорноріченського водосховища близько півтора кілометра.
Розташоване в центрі Байдарської долини, в 4 кілометрах від Орлиного.
Календська стежка (стара римська дорога, що з'єднувала фортецю Харакс і Херсонес) веде до популярних Чортових сходів. У багатьох місцях збереглися бруковані кругляком ділянки.

## Історія
До 1948 року Підгірне мало кримськотатарську назву Календо, у попередні століття зустрічалося написання Килинди і Календи, а також Календія. За однією з версій, назва походить від тюркського Кале-енди — «зруйнована фортеця» (поруч є залишки середньовічної фортеці). За іншою, назва має римське походження («календи» — перший місяць римського календаря).
Найбільшу чисельність село мало 1925 року — 195 осіб. 1944-го з нього було депортовано 35 кримськотатарських сімей, чотири сім'ї інших національностей залишилися. Після війни до колгоспу імені Чкалова, який діяв у селі, було переселено 39 сімей з Воронезької області РРФСР, а 1950 року — неуточнену кількість переселенців із Сумської області УРСР.
7 вересня 2023 року село перейшло зі складу міста зі спеціальним статусом Севастополь до Бахчисарайського району Автономної Республіки Крим.
У 2023 році у проєкті Постанови Верховної Ради України «Про перейменування деяких населених пунктів Автономної Республіки Крим» село запропоновано перейменувати на Календа.